# 3-я Московская коммунистическая стрелковая дивизия

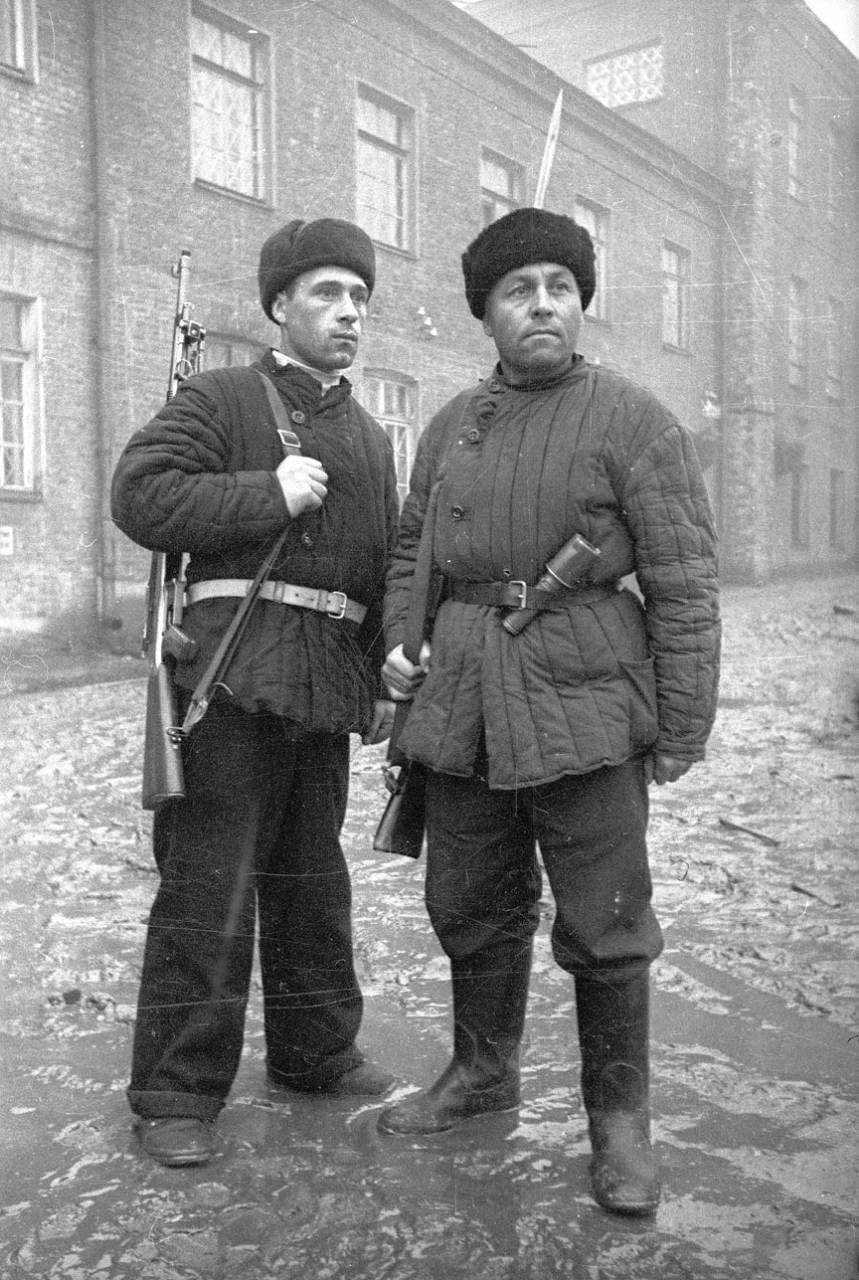
Ополченцы

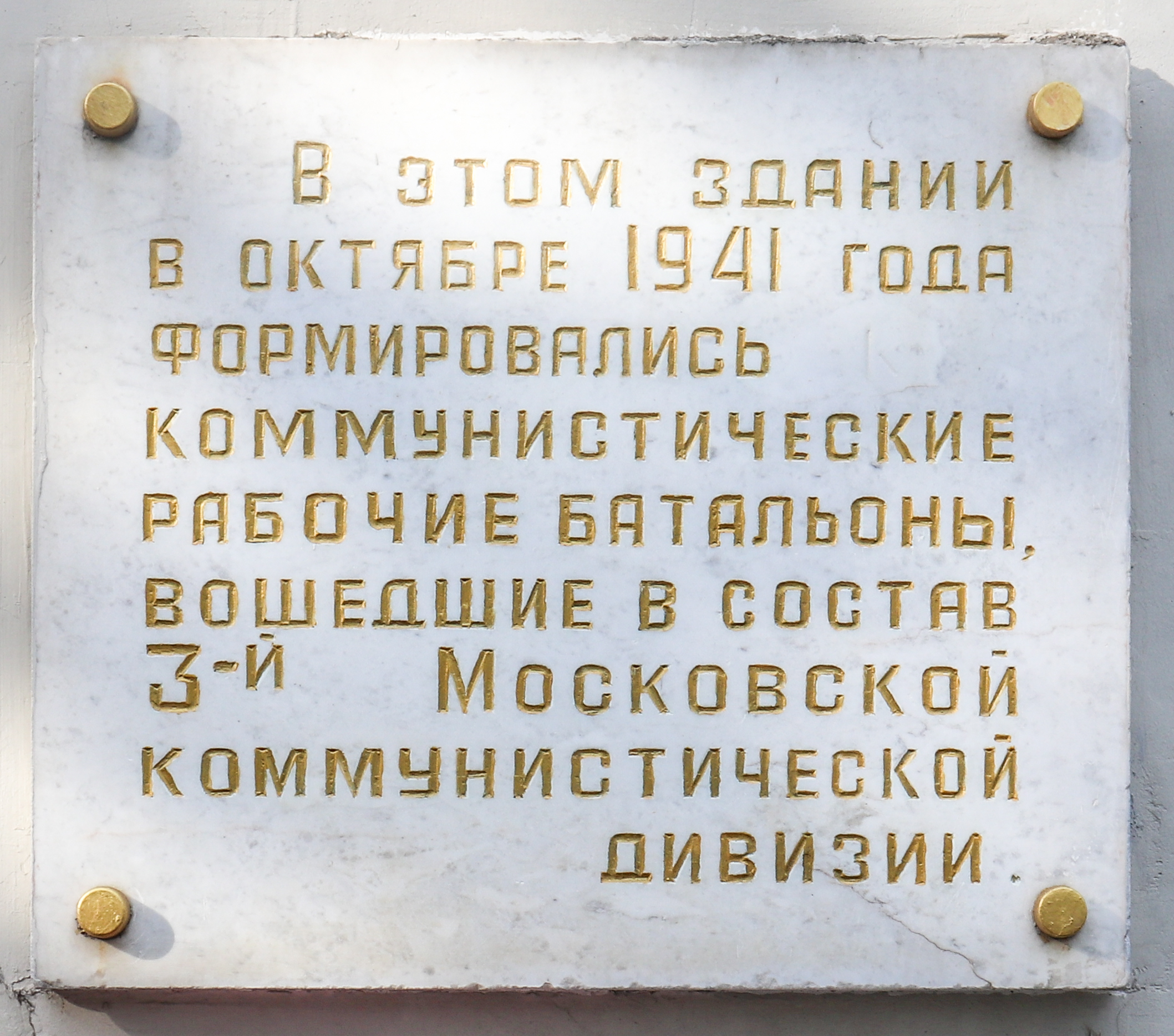
Мемориальная доска в память о формировании Коммунистических рабочих батальонов 3-й Московской Коммунистической дивизии

3-я московская коммунистическая стрелковая дивизия — воинское соединение (стрелковая дивизия) РККА ВС СССР в Великой Отечественной войне, действовавшее в период с октября 1941 по январь 1942 года.

## История дивизии
3-я Московская коммунистическая стрелковая дивизия сформирована с 17.10. по 24.10.1941 года в школе № 3 по адресу Чапаевский переулок, дом 6 Архивировано 25 августа 2011 года. из двадцати пяти коммунистических и рабочих батальонов на основании постановления ГКО № 10, от 04 июля 1941 года.
В 1-й стрелковый полк вошли батальоны Дзержинского, Железнодорожного, Киевского, Краснопресненского, Ленинградского, Ленинского, Москворецкого, Октябрьского, Свердловского, Советского, Таганского, Тимирязевского и Фрунзенского районов Москвы. Во 2-й стрелковый полк вошли батальоны Бауманского, Калининского, Кировского, Коминтерновского, Красногвардейского, Куйбышевского, Молотовского, Первомайского, Пролетарского, Ростокинского, Сокольнического и Сталинского районов Москвы.
Со второй половины октября занимала оборону на ближних северо-западных подступах к Москве, на рубеже Ростокино — Лихоборы — Химки — Щукино..
По состоянию на 03.11.1941 года дивизия занимала оборону: 1-й стрелковый полк — Коровино, Химгородок Архивировано 25 августа 2011 года., Никольское; 2-й стрелковый полк — Братцево, Спасское, Мякинино, Щукино; 3-й стрелковый полк — Коптево, Сокол.
Со второй половины ноября закрывала подступы к Москве со стороны Ленинградского и Волоколамского шоссе на уровне речного вокзала в Химках.
В конце ноября — начале декабря 1941 года вела разведывательные действия в районе Солнечногорска.
19.01.1942 года Ставка ВГК приказала командующему войсками Московской зоны обороны генерал-лейтенанту П. А. Артемьеву направить дивизию по железной дороге в распоряжение командующего Северо-Западным фронтом для усиления 4-й ударной армии
Приказом Заместителя Народного Комиссара Обороны СССР от 19 января 1942 года переформирована в 130-ю стрелковую дивизию.

## Подчинение
| Дата       | Фронт (округ)           | Армия | Корпус (группа) | Примечания |
| ---------- | ----------------------- | ----- | --------------- | ---------- |
| 01.11.1941 | Войска обороны Москвы   | -     | -               | -          |
| 01.12.1941 | Войска обороны Москвы   | -     | -               | -          |
| 01.01.1942 | Московская зона обороны | -     | -               | -          |

## Состав
- 1-й стрелковый полк,
- 2-й стрелковый полк,
- 3-й стрелковый полк,
- артиллерийский полк,
- отдельный истребительно-противотанковый дивизион,
- минометный дивизион,
- отдельный зенитный артиллерийский дивизион,
- разведывательная рота,
- саперный батальон,
- отдельный батальон связи,
- медико-санитарный батальон,
- отдельная рота химзащиты,
- автотранспортная рота,
- дивизионный ветеринарный лазарет,
- 261 полевая почтовая станция[10].[11]

## Командиры
- Ромашенко, Андрей Иванович, полковник — (24.10.1941 — 18.11.1941)
- Анисимов, Николай Павлович, полковник — (18.11.1941 — 19.01.1942)

## Известные люди служившие в дивизии
- Егорычев, Николай Григорьевич, заместитель политрука отдельного взвода истребителей танков, впоследствии первый секретарь Московского горкома КПСС.
- Каган, Борис Моисеевич, красноармеец 1-го стрелкового полка, впоследствии советский и российский учёный и конструктор в области автоматики, информатики и вычислительной техники, доктор технических наук, профессор, лауреат Сталинской премии.
- Зиба Паша кызы Ганиева,  участник Великой Отечественной войны, радист, снайпер, разведчик. Награждена орденами Красного Знамени, Красной Звезды, медалью «За Оборону Москвы» и Орденом Отечественной войны 1-й степени. Убила 159 немцев за всё участие

## Память
- Музей дивизии в средней школе № 416 Архивировано 25 августа 2011 года. города Москвы[12].
- Музей дивизии в средней школе № 600 Архивировано 25 августа 2011 года. города Москвы[13].
- Музей дивизии Архивировано 25 августа 2011 года. в школе города Молвотицы Новгородской области[14]
- Музей боевой славы в средней школе № 1249 Архивировано 25 августа 2011 года. города Москвы[15]
- Музей боевой славы в Центре образования № 293 Архивировано 25 августа 2011 года. города Москвы[16]